# Iglesia de la Purificación (Allepuz)
La Iglesia de la Purificación es una iglesia de Allepuz.

## Historia
Fue construida en 1771 sobre un templo gótico anterior. 

## Descripción
Es un edificio de planta de salón, rectangular, con tres naves de la misma altura, separadas por pilares cruciformes, rematados por capiteles decorados con rocalla y cabezas de animales.